# Appendice cellulare
Un'appendice apicale è una protusione originante dalle cellule della membrana epiteliale, in particolare del loro domini apicali. Le appendici apicali si dividono in diverse categorie:
- Villi: brevi evaginazioni a dito di guanto, dotate di un core ci actina e deputate all'assorbimento;
- Stereociglia (o stereovilli): sono microvilli immobili, insolitamente lunghi. Sono relativamente presenti nell'organismo (è possibile ritrovarli a livello del dotto dell'epididimo o del dotto deferente nel riproduttivo maschile, o a livello degli organi sensoriali) e la loro funzione è quella dell'assorbimento;
- Ciglia: protusioni della membrana plasmatica, simili a peli, osservabili su quasi tutte le cellule dell'epitelio. sono costituite, internamente, dall'assonema.